# Атланта (Іллінойс)
Атланта (англ. Atlanta) — місто (англ. city) в США, в окрузі Лоґан штату Іллінойс. Населення — 1669 осіб (2020).

## Географія
Атланта розташована за координатами 40°15′49″ пн. ш. 89°13′51″ зх. д. / 40.26361° пн. ш. 89.23083° зх. д. (40.263574, -89.230845).  За даними Бюро перепису населення США в 2010 році місто мало площу 3,29 км², з яких 3,27 км² — суходіл та 0,02 км² — водойми.

## Демографія
Згідно з переписом 2010 року, у місті мешкали 1692 особи в 718 домогосподарствах у складі 482 родин. Густота населення становила 514 особи/км².  Було 762 помешкання (231/км²).
Расовий склад населення:
| - 97,8 % — білих - 0,4 % — азіатів - 0,3 % — чорних або афроамериканців - 0,1 % — корінних американців |

До двох чи більше рас належало 0,9 %. Частка іспаномовних становила 1,5 % від усіх жителів.
За віковим діапазоном населення розподілялося таким чином: 24,2 % — особи молодші 18 років, 61,6 % — особи у віці 18—64 років, 14,2 % — особи у віці 65 років та старші. Медіана віку мешканця становила 39,3 року. На 100 осіб жіночої статі у місті припадало 93,4 чоловіків;  на 100 жінок у віці від 18 років та старших — 88,0 чоловіків також старших 18 років.
Середній дохід на одне домашнє господарство  становив 58 123 долари США (медіана — 51 375), а середній дохід на одну сім'ю — 69 257 доларів (медіана — 66 154). Медіана доходів становила 47 143 долари для чоловіків та 37 500 доларів для жінок. За межею бідності перебувало 11,0 % осіб, у тому числі 19,7 % дітей у віці до 18 років та 8,5 % осіб у віці 65 років та старших.
Цивільне працевлаштоване населення становило 606 осіб. Основні галузі зайнятості: освіта, охорона здоров'я та соціальна допомога — 21,8 %, виробництво — 15,0 %, фінанси, страхування та нерухомість — 12,0 %, роздрібна торгівля — 10,9 %.